# IP-naslov
IP-naslov je številka, ki natančno določa računalnik v omrežju Internet. Kratica IP označuje Internet Protocol oz. internetni protokol. Število je 32-bitno, za bolj pregleden prikaz je običajno zapisano s štirimi osembitnimi vrednostmi v desetiški obliki npr. 193.95.198.35. Del teh bitov je možno uporabiti za ustvarjanje podomrežij znotraj nekega omrežja.
Ta standard se imenuje IPv4 in omogoča približno 232 = 4.294.967.296 IP naslovov (vse kombinacije niso dovoljene). Ker je naslovov zmanjkovalo, so razvili novo različico protokola IP - IPv6. Osnovna pridobitev protokola IPv6 je razširitev naslovnega prostora, saj ta ni več velik 32 bitov, ampak 128 bitov, kar omogoča 2128 = 3,4 × 1038 različnih naslovov.
Dodeljevanje IP naslovov v globalnem merilu in njihovo namembnost nadzira organizacija IANA, ki preko petih pooblaščenih organizacij skrbi za dodeljevanje IP naslovov po posameznih regijah.
Na nivoju posameznih uporabnikov se IP naslove dodeljuje statično ali dinamično. Statična dodelitev IP naslova pomeni stalno uporabo enega IP naslova, kar je uporabno predvsem pri strežnikih, katerih URL je neposredno povezan z določenim IP naslovom. Dinamična dodelitev pomeni uporabo novega IP naslova vedno, ko se vzpostavi povezava in poteka avtomatsko. Za dinamično dodeljevanje naslovov skrbi protokol DHCP.